# Pledoaria specială
Pledoaria specială este o falsă argumentare care apără o poziție ce introduce detalii favorabile sau exclude detalii nefavorabile afirmând că sunt necesare considerații adiționale, însă fără să facă o analiză critică potrivită asupra acestor considerații.

## Logica
Această eroare logică are următoarea formă:
Regula R: X-urile sunt în general Y-uri.
x este un X.
x este o excepție de la regula R pentru că este I (unde I este o caracteristică irelevantă).
Prin urmare, x nu este un Y.

## Explicație
Multe reguli au excepții pentru cazuri relevante, dar pledoaria specială se comite atunci când cineva argumentează că un caz este o excepție de la o regulă bazându-se pe o caracteristică irelevantă care nu definește excepția. Esențial asta implică faptul că cineva încearcă să stabilească o excepție de la o regulă, principiu, standard, etc. general acceptat, fără să justifice excepția sau justificând-o eronat.
Această lipsă de justificare sau justificare eronată poate fi o simplă nebăgare de seamă (ca de exemplu referirea la simțul comun) sau o aplicare a dublului standard.

## Exemple
- Toată lumea are obligația să ajute poliția în investigații indiferent cine e suspectul. De accea trebuie să susținem investigațiile privind corupția în departamentele de poliție. Nimeni nu e deasupra legii. Bineînțeles, dacă poliția vine să bată la ușa mea să întrebe de vecini și furturi în blocul nostru, eu nu știu nimic. Doar n-o să-mi trădez vecinii.

- Maria: Închide porcăria aia de muzică, vreau să dorm puțin.

Ion: De ce? Ești cumva obosită?
Maria: Nu, doar că am chef să dorm puțin.
Ion: Ei bine, eu am chef să ascult muzica.
Maria: Ei bine, eu vreau să dorm, trebuie să închizi muzica și cu asta am încheiat.
Cazuri mai dificile sunt acelea în care justificarea este imună la investigație. Această imunitatea poatea lua următoarele forme:
- referințe la un vocabular care este deținut de o comunitate distinctă având doar ea drept de a da semnificații și de a le aplica.

Exemplu: Dacă faci ceva ilegal este dreptul guvernului de a te aresta.
- asumpții fără explicație privind scutirea de la un principiu relevant pentru subiectul în discuție:

Exemplu: Aici eu nu mă bazez pe credința în probabilități mici, acestea sunt mașini cu fise nu rulete. Sunt diferite.
- afirmații privind date care sunt inerent neverificabile, probabil pentru că sunt prea îndepărtate sau imposibil de definit în mod clar.

Exemplu: Folosirea cocainei ar trebui să fie legală. Ca toate drogurile are un efect advers asupra sănătății, dar cocaina e diferită față de toate celelalte droguri. Mulți au beneficiat de pe urma cocainei.
- afirmația că oponentului îi lipsește calificarea necesară înțelegerii punctului de vedere expus.

Exemplu: Știu că tu gândești că ar trebui să fac donații celor săraci, dar tu nu ai fost niciodată bogat. Sunt lucruri dincolo de bunăstare pe care tu nu le înțelegi.
- afirmația că literal nimeni nu are calificarea necesară înțelegerii unui punct de vedere.

Exemplu: Știu că ideea că fulgerele globulare sunt provocate de spirite este non-sens pentru tine dar asta doar pentru că tu ești uman. Umanii nu pot înțelege fenomenele supranaturale.
În filozofie se face asumpția că acolo unde se vrea o distincție trebuie să se furnizeze o bază relevantă pentru acea distincție. Pledoaria specială este o subminare a acestei asumpții.